# Admiral William Brown

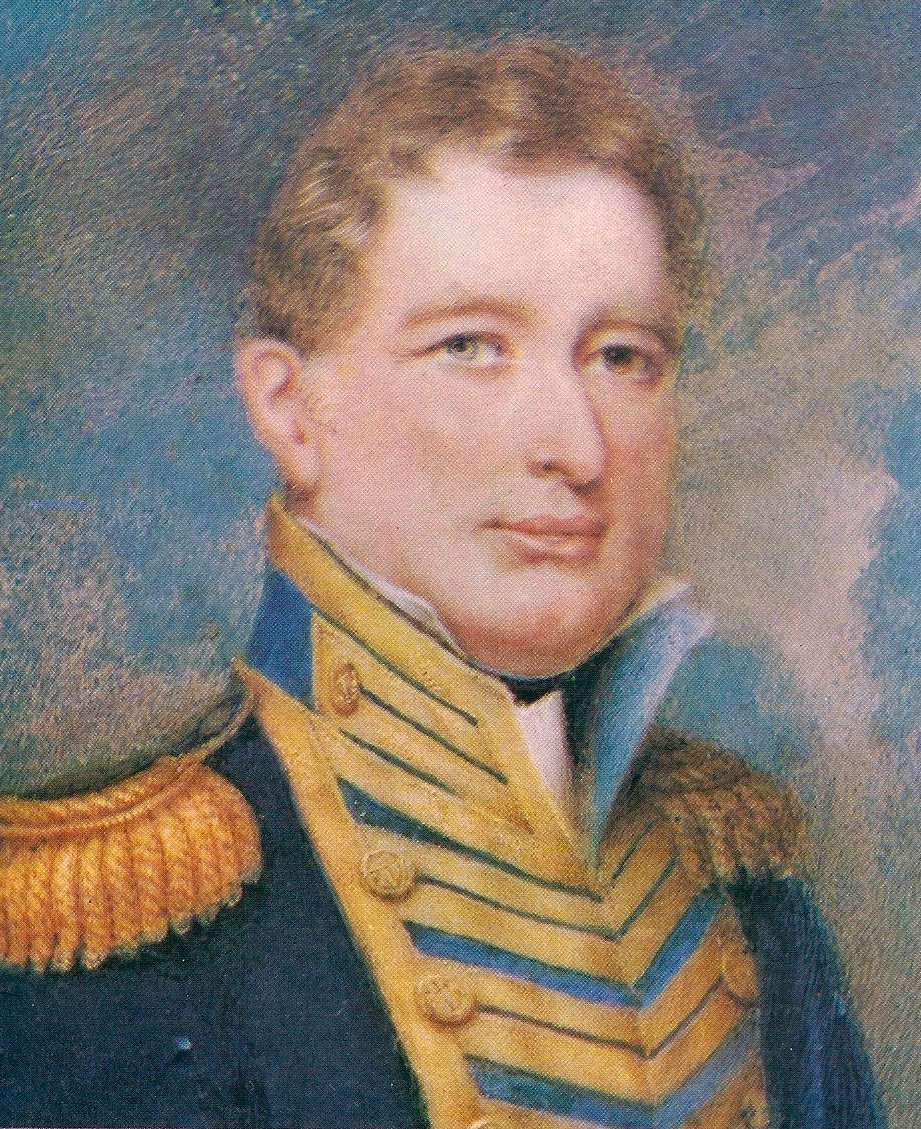
Admiral William Brown

Admiral William Brown ist ein irisches rebellisches Lied der Gruppe The Wolfe Tones, das an Admiral William Brown erinnert. Brown war ein irischer Seemann und Admiral, der mit privat erworbenen Schiffen erfolgreich im Freiheitskampf Argentiniens gegen Spanien sowie im Krieg gegen Brasilien kämpfte und sich zu einem Nationalhelden des Landes entwickelte.
Das Lied behandelt auch den Kampf gegen die britische Invasion des Río de la Plata, die britische Invasion der Falklandinseln im Jahr 1833 und den argentinischen Anspruch auf die Falklandinseln,   spanisch Las Islas Malvinas. Zu dieser Zeit war Brown jedoch bereits Privatier.
Der Song Admiral William Brown wurde von Band-Mitglied Derek Warfield geschrieben. Er erschien 1982 (im Jahr des Falklandkriegs) als Single bei dem Label Triskel Records. Ab dem 5. Mai 1982 war er für sieben Wochen in den irischen Charts und gelangte bis auf Platz 4. Er war zudem Teil des Albums A Sense Of Freedom (1983) und späterer Kompilationen der The Wolfe Tones.